# Antonio Salviati
Antonio Salviati (født 18 marts 1816 i Vicenza, død 25 januar 1890 sammesteds) var en italiensk mosaikkunstner.
Det skal være læsningen af George Sands Les maîtres mosaïstes i forbindelse med studier af gammel mosaikkunst på en rejse til Rom 1859, der bevirkede, at han svigtede juraen (han havde uddannet sig til advokat i Padova) og helligede sig den opgave at fremelske den særlig i Venedig i fordums tid blomstrende glasmosaikindustri.
I 1860 grundede han en fabrik på øen Murano, og to år efter vandt hans første arbejder ry på verdensudstillingen i London. 
Bestillinger strømmede ind, og han udvidede fabrikken til også at omfatte genfremstillingen af de berømte venetianske glas fra 16.—17. århundrede. I 1877 trak Salviati sig tilbage fra fabrikken, som ti år før var overgået til et aktieselskab med ham som direktør, og helligede sig senere restaureringen af gamle mosaikker.
Blandt de mere kendte arbejder, udførte af Salviati og hans værksted, nævnes restaureringen af mosaikkerne i San Marco i Venedig (hans første større arbejde), arbejder for katedralen Sankt Paul i London, slotskapellet i Windsor, parlamentshuset i London, mange engelske kirker, den ægyptiske vicekonges palads, den store opera i Paris, domkirken i Aachen, Siegesdenkmal i Berlin med mere.